# ميركو باشيك
ميركو باشيك (بالكرواتية: Mirko Bašić)‏ مواليد 14 سبتمبر 1960 في بيلوفار، جمهورية يوغوسلافيا الاشتراكية الاتحادية، هو لاعب كرة يد كرواتي سابق لعب كحارس مرمى. شارك في دورة الألعاب الأولمبية الصيفية سنة 1984. فاز بدوري أبطال أوروبا لكرة اليد مرتين في سنة 1985 و1986. فاز بكأس أبطال الكؤوس الأوروبية لكرة اليد مرة واحدة في سنة 1993.

## روابط خارجية
- ميركو باشيك على موقع الاتحاد الأوروبي لكرة اليد (الإنجليزية)
- ميركو باشيك على موقع اللجنة الأولمبية الدولية (الإنجليزية)
- ميركو باشيك على موقع أوليمبيديا (الإنجليزية)